# Isothecium rufescens
Isothecium rufescens là một loài rêu trong họ Brachytheciaceae. Loài này được Dicks. ex Brid. Huebener mô tả khoa học đầu tiên năm 1833.